# Mesobuthus turcicus
Espèce
Mesobuthus turcicus est une espèce de scorpions de la famille des Buthidae.

## Distribution
Cette espèce est endémique de la province de Konya en Turquie. Elle se rencontre vers Karapınar.

## Description
Le mâle holotype mesure 43,59 mm et la femelle paratype 43,18 mm.

## Systématique et taxinomie
Cette espèce a été décrite par Kovařík, Fet, Gantenbein, Graham, Yağmur, Šťáhlavský, Poverenni et Nouvruzov en 2022.

## Étymologie
Son nom d'espèce lui a été donné en référence au lieu de sa découverte, la Turquie.

## Publication originale
- Kovařík, Fet, Gantenbein, Graham, Yağmur, Šťáhlavský, Poverenni & Nouvruzov, 2022 : « A revision of the genus Mesobuthus Vachon, 1950, with a description of 14 new species (Scorpiones: Buthidae). » Euscorpius, no 348, p. 1-188 (texte intégral).